# 月质学

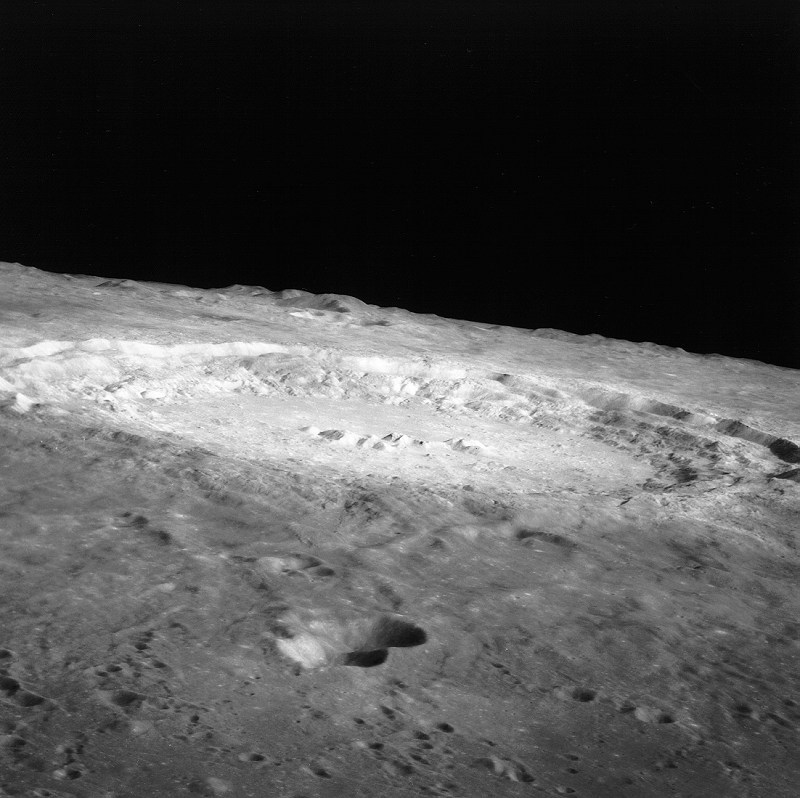
由阿波羅12號所攝得的哥白尼坑

月質學是眾多天文學中，一門研究月球的物質成分、結構和構造、形成和演化歷史的學科，即月球地質學。歷史上，只有阿波羅太空船曾登陸月球，它也是目前为止唯一曾派出太空車採集月球地質標本並進行研究的太空船。早期的月球地質曾經過幾個地質時代，即月球地質時代。月球地質時代有前酒神代、酒海纪、早雨海世、晚雨海世、 爱拉托逊纪和哥白尼纪。